# Euroleon parvus
Euroleon parvus is een insect uit de familie van de mierenleeuwen (Myrmeleontidae), die tot de orde netvleugeligen (Neuroptera) behoort. 
Euroleon parvus is voor het eerst wetenschappelijk beschreven door Hölzel in 1972.